# Olympische Winterspiele 1952/Eishockey
Das olympische Eishockeyturnier der Olympischen Winterspiele 1952 in Oslo (Norwegen) gilt zugleich als 19. Eishockey-Weltmeisterschaft und 30. Eishockey-Europameisterschaft. Es fand vom 15. bis zum 25. Februar 1952 statt. Die meisten Spiele wurden in der neu errichteten Jordal-Amfi-Eishalle ausgetragen, nur einige wenige Duelle fanden in Orten außerhalb Oslos statt. Neun Mannschaften nahmen an diesem Turnier teil, genannt hatten zehn, aber Italien fehlte. Zum ersten Mal nach dem Zweiten Weltkrieg durfte auch die Bundesrepublik Deutschland wieder am Turnier teilnehmen.

Demgegenüber ließ das Nationale Österreichische Olympische Comité den Nennungstermin 30. November 1951 verstreichen.
Das Turnier wurde im Ligaspielbetrieb durchgeführt. Kanada gewann seine sechste olympische Goldmedaille im Eishockey und zugleich den Weltmeistertitel. Erst 2002 gelang ein neuerlicher Triumph. Die Silbermedaille ging an die USA, die sich damit für ihr enttäuschendes Abschneiden bei der letzten Olympiade rehabilitieren konnten.

Am letzten Tag hatte ein Warmwettereinbruch das Match Norwegen gegen Polen verhindert, dieses wurde erst am 25. Februar ab 11 Uhr gespielt.

Auch die Entscheidung um Bronze fiel in einem Entscheidungsspiel, welches eine Ausdehnung auf Montag, 25. Februar, notwendig machte, nachdem Europameister Schweden und der zweifache Weltmeister Tschechoslowakei das Turnier punktgleich beendet hatten. Schweden war in diesem Duell mit 5:3 erfolgreich, so dass der Silbermedaillengewinner von 1948 diesmal ohne Medaille blieb. Dabei hatte die ČSR bereits im Mitteldrittel mit 3:0 geführt.

Hinsichtlich dieses Entscheidungsspiels hatte es vorerst wegen des Reglements Interpretationsprobleme gegeben, weil es hieß, das Olympiaturnier werde nach dem Torverhältnis entschieden, die Montagsbegegnung betreffe nur die Europameisterschaft. Diese Auslegung hätte aber nur dann gegolten, wenn drei Mannschaften punktegleich gewesen wären.

Enttäuschend das Abschneiden der Schweizer. Der Medaillenkandidat landete abgeschlagen nur im Tabellenmittelfeld. Die große Zeit des Schweizer Eishockeys war damit zunächst für längere Zeit zu Ende.

## Olympisches Eishockeyturnier der Herren

### Spiele
| 15. Februar 1952 | Oslo       | Norwegen         | – | USA              |  | 2:3 (1:0,0:2,1:1)  |
| 15. Februar 1952 | Oslo       | Schweden         | – | Finnland         |  | 9:2 (2:0,5:2,2:0)  |
| 15. Februar 1952 | Drammen    | Tschechoslowakei | – | Polen            |  | 8:2 (3:1,2:1,3:0)  |
| 15. Februar 1952 | Oslo       | Kanada           | – | BR Deutschland   |  | 15:1 (6:1,7:0,2:0) |
|                  |            |                  |   |                  |  |                    |
| 16. Februar 1952 | Oslo       | Schweiz          | – | Finnland         |  | 12:0 (2:0,2:0,8:0) |
| 16. Februar 1952 | Oslo       | Norwegen         | – | Tschechoslowakei |  | 0:6 (0:2,0:2,0:2)  |
| 16. Februar 1952 | Oslo       | USA              | – | BR Deutschland   |  | 8:2 (1:0,3:1,4:1)  |
| 16. Februar 1952 | Oslo       | Schweden         | – | Polen            |  | 17:1 (1:0,9:1,7:0) |
|                  |            |                  |   |                  |  |                    |
| 17. Februar 1952 | Oslo       | Norwegen         | – | Schweden         |  | 2:4 (1:2,0:1,1:1)  |
| 17. Februar 1952 | Oslo       | Schweiz          | – | Polen            |  | 6:3 (4:1,2:2,0:0)  |
| 17. Februar 1952 | Oslo       | Kanada           | – | Finnland         |  | 13:3 (6:2,5:0,2:1) |
| 17. Februar 1952 | Oslo       | Tschechoslowakei | – | BR Deutschland   |  | 6:1 (0:0,2:0,4:1)  |
|                  |            |                  |   |                  |  |                    |
| 18. Februar 1952 | Oslo       | USA              | – | Finnland         |  | 8:2 (1:0,6:0,1:2)  |
| 18. Februar 1952 | Oslo       | Kanada           | – | Polen            |  | 11:0 (6:0,3:0,2:0) |
| 18. Februar 1952 | Oslo       | Norwegen         | – | Schweiz          |  | 2:7 (0:4,2:2,0:1)  |
| 18. Februar 1952 | Oslo       | Schweden         | – | BR Deutschland   |  | 7:3 (3:2,0:0,4:1)  |
|                  |            |                  |   |                  |  |                    |
| 19. Februar 1952 | Oslo       | Kanada           | – | Tschechoslowakei |  | 4:1 (1:1,1:0,2:0)  |
| 19. Februar 1952 | Oslo       | USA              | – | Schweiz          |  | 8:2 (4:1,3:0,1:1)  |
|                  |            |                  |   |                  |  |                    |
| 20. Februar 1952 | Oslo       | Polen            | – | BR Deutschland   |  | 4:4 (1:1,3:1,0:2)  |
| 20. Februar 1952 | Oslo       | Norwegen         | – | Finnland         |  | 2:5 (0:2,2:2,0:1)  |
|                  |            |                  |   |                  |  |                    |
| 21. Februar 1952 | Oslo       | USA              | – | Schweden         |  | 2:4 (0:1,0:0,2:3)  |
| 21. Februar 1952 | Oslo       | Kanada           | – | Schweiz          |  | 11:2 (4:0,5:0,2:2) |
| 21. Februar 1952 | Sandvik    | Tschechoslowakei | – | Finnland         |  | 11:2 (4:1,3:0,4:1) |
| 21. Februar 1952 | Oslo       | Norwegen         | – | BR Deutschland   |  | 2:6 (0:0,1:1,1:5)  |
|                  |            |                  |   |                  |  |                    |
| 22. Februar 1952 | Oslo       | Finnland         | – | BR Deutschland   |  | 5:1 (1:0,2:0,2:1)  |
| 22. Februar 1952 | Oslo       | Tschechoslowakei | – | Schweiz          |  | 8:3 (0:2,2:1,6:0)  |
| 22. Februar 1952 | Oslo       | USA              | – | Polen            |  | 5:3 (1:0,2:0,2:3)  |
| 22. Februar 1952 | Oslo       | Kanada           | – | Schweden         |  | 3:2 (1:2,1:0,1:0)  |
|                  |            |                  |   |                  |  |                    |
| 23. Februar 1952 | Oslo       | Schweden         | – | Schweiz          |  | 5:2 (1:1,4:0,0:1)  |
| 23. Februar 1952 | Oslo       | Norwegen         | – | Kanada           |  | 2:11 (2:5,0:3,0:3) |
| 23. Februar 1952 | Lilleström | Polen            | – | Finnland         |  | 4:2 (2:2,0:0,2:0)  |
| 23. Februar 1952 | Oslo       | USA              | – | Tschechoslowakei |  | 6:3 (2:1,4:0,0:2)  |
|                  |            |                  |   |                  |  |                    |
| 24. Februar 1952 | Oslo       | Tschechoslowakei | – | Schweden         |  | 4:0 (2:0,2:0,0:0)  |
| 24. Februar 1952 | Oslo       | Schweiz          | – | BR Deutschland   |  | 6:3 (1:1,3:1,2:1)  |
| 24. Februar 1952 | Oslo       | Kanada           | – | USA              |  | 3:3 (2:0,1:2,0:1)  |
| 25. Februar 1952 | Oslo       | Norwegen         | – | Polen            |  | 3:4 (2:1,1:1,0:2)  |

### Entscheidungsspiel um die Bronzemedaille
| 25. Februar 1952 | Oslo | Schweden | – | Tschechoslowakei |  | 5:3 (0:2,1:1,4:0) |

## Abschlusstabelle und Medaillen
| Pl | Mannschaft       | Sp | S | U | N | Tore  | Diff | Pkt.  |
| -- | ---------------- | -- | - | - | - | ----- | ---- | ----- |
| 1  | Kanada           | 8  | 7 | 1 | 0 | 71:14 | +57  | 15: 1 |
| 2  | USA              | 8  | 6 | 1 | 1 | 43:21 | +22  | 13: 3 |
| 3  | Schweden         | 8  | 6 | 0 | 2 | 48:19 | +29  | 12: 4 |
| 3  | Tschechoslowakei | 8  | 6 | 0 | 2 | 47:18 | +29  | 12: 4 |
| 5  | Schweiz          | 8  | 4 | 0 | 4 | 40:40 | 0    | 8: 8  |
| 6  | Polen            | 8  | 2 | 1 | 5 | 21:56 | −35  | 5:11  |
| 7  | Finnland         | 8  | 2 | 0 | 6 | 21:60 | −39  | 4:12  |
| 8  | Deutschland      | 8  | 1 | 1 | 6 | 21:53 | −32  | 3:13  |
| 9  | Norwegen         | 8  | 0 | 0 | 8 | 15:46 | −31  | 0:16  |

Eishockey-Europameister 1952

 Schweden

### Kader der Mannschaften
| Platzierung    | Mannschaft       | Spieler |
| -------------- | ---------------- | --- |
| Goldmedaille   | Kanada           | George Abel, John Davies, Billie Dawe, Robert Dickson, Donald Gauf, William Gibson, Ralph Hansch, Bob Meyers, David Miller, Eric Paterson, Thomas Pollock, Allan Purvis, Gordon Robertson, Louis Secco, Francis Sullivan, Robert „Bob“ Watt                                         |
| Silbermedaille | USA              | Ruben Bjorkman, Leonard Ceglarski, Joseph Czarnota, Richard Desmond, André Gambucci, Clifford Harrison, Gerald Kilmartin, John Mulhern, John Noah, Arnold Oss, Robert Rompre, James Sedin, Allen Van, Donald Whiston, Ken Yackel                                                    |
| Bronzemedaille | Schweden         | Göte Almqvist, Hans Andersson-Tvilling, Stig Andersson-Tvilling, Åke Andersson, Lars Björn, Göte Blomqvist, Thord Flodqvist, Erik Johansson, Gösta Johansson, Rune Johansson, Sven Johansson, Åke Lassas, Holger Nurmela, Lars Pettersson, Lars Svensson, Sven Thunman, Hans Öberg  |
| 4.             | Tschechoslowakei | Slavomír Bartoň, Miloslav Blažek, Václav Bubník, Vlastimil Bubník, Miloslav Charouzd, Bronislav Danda, Karel Gut, Vlastimil Hajšman, Jan Lidral, Miroslav Nový, Miloslav Ošmera, Zdeněk Pýcha, Miroslav Rejman, Jan Richter, Oldřich Sedlák, Jiří Sekyra, Jozef Záhorský            |
| 5.             | Schweiz          | Hans Bänninger, Gian Bazzi, François Blank, Bixio Celio, Reto Delnon, Walter Dürst, Émile Golaz, Emil Handschin, Paul Hofer, Willy Pfister, Gebhard Poltera, Ulrich Poltera, Otto Schläpfer, Otto Schubiger, Alfred Streun, Hans-Martin Trepp, Paul Wyss                            |
| 6.             | Polen            | Michał Antuszewicz, Henryk Bromowicz, Kazimierz Chodakowski, Stefan Csorich, Rudolf Czech, Alfred Gansiniec, Jan Hampel, Marian Jeżak, Eugeniusz Lewacki, Roman Penczek, Hilary Skarżyński, Tadeusz Świcarz, Stanisław Szlendak, Zdzisław Trojanowski, Antoni Wróbel, Alfred Wróbel |
| 7.             | Finnland         | Yrjö Hakala, Aarne Honkavaara, Erkki Hytönen, Pentti Isotalo, Matti Karumaa, Ossi Kauppi, Keijo Kuusela, Kauko Mäkinen, Pekka Myllylä, Christian Rapp, Esko Rekomaa, Matti Rintakoski, Eero Saari, Eero Salisma, Lauri Silván, Unto Wiitala, Jukka Wuolio                           |
| 8.             | Deutschland      | Karl Bierschel, Markus Egen, Karl Enzler, Georg Guggemos, Alfred Hoffmann, Engelbert Holderied, Walter Kremershof, Ludwig Kuhn, Dieter Niess, Hans Georg Pescher, Fritz Poitsch, Herbert Schibukat, Xaver Unsinn, Heinz Wackers, Karl Wild                                          |
| 9.             | Norwegen         | Jan Erik Adolfsen, Arne Berg, Egil Bjerklund, Per Dahl, Bjørn Sigmund Gulbrandsen, Bjørn Oscar Gulbrandsen, Finn Gundersen, Arthur Kristiansen, Gunnar Kroge, Johnny Larntvet, Roar Pedersen, Annar Petersen, Ragnar Rygel, Leif Solheim, Øivind Solheim, Roy Strandem, Per Voigt   |

### Stellungnahme durch den Vertreter des Schweizer Eishockeyverbandes
Dr. Max Thoma vom Schweizer Eishockey-Verband äußerte in einem Rückblick im »Sport Zürich« Nr. 25 vom 27. Februar 1952, S. 3, dass ihm „im Verlauf des Turniers bewusst geworden war, dass noch eine gewisse Reife fehle, um in solch harten Kämpfen erfolgreich zu bleiben. Gegen Schweden und die ČSR wäre es bestimmt möglich gewesen, zu siegen, doch habe in beiden Partien ein volles Draufgängertum des Gegners während 5 bis 10 Minuten genügt, die Schweizer aus dem Konzept zu bringen. Es müsse gelingen, psychologisch gefährliche Momente zu überwinden, dazu müsse das Realisierungsvermögen gesteigert werden.“